# أوبي وورلد فون
أوبي وورلد فون ( بالانجليزي Obi Worldphone ) أوبي وورلد فون ، أوبي موبيل ، هي الشركة المصنعة للهواتف الذكية في وادي السليكون التي تأسست في عام 2014 من قبل شركة أبل السابقة والرئيس التنفيذي لشركة بيبسي كولا جون سكالي. تقوم شركة Obi Worldphone بتصنيع الهواتف الذكية التي تستهدف الأسواق الناشئة بدلاً من الأسواق المتقدمة التنافسية للغاية. أطلقت شركة Obi Worldphone اثنتين من هواتفها الذكية الرائدة منخفضة التكلفة في 27 أغسطس 2015. يعتمد كلا النموذجين على أندرويد كنظام تشغيل خاص بهما. تم الإعلان عن هاتفهم الثالث ، MV1 ، في فبراير 2016 ، وتم إصداره إلى الأسواق الآسيوية والأفريقية والأمريكية اللاتينية والأوروبية في شهر مارس

## التاريخ
في عام 2014 ، شهد الرئيس التنفيذي السابق لشركة تفاح فجوة في السوق الأجهزة الهواتف ذات التصميم الجيد. اتصل جون بالمدير السابق للتصميم الصناعي ، روبرت برونر (الذي أصبح الآن مؤسسًا مشتركًا لمجموعة Ammunition Design Group) الذي توصل إلى تصميم الشاشة المرتفع الموجود على جميع هواتف Obi الذكية. صممت الذخيرة فيما بعد الشاسيه ونظام تشغيل الجلد الذي تعمل به الهواتف ، "Obi Lifespeed"

## مواصفات الجهاز الموبايل
| الشبكة                                      | الشبكة                                                                    |
| ------------------------------------------- | ------------------------------------------------------------------------- |
| الجيل الثانى                                | جي إس إم 850/900/1800/1900                                                |
| الجيل الثالث                                | WCDMA: 850/900/1900/2100                                                  |
| الجيل الرابع                                | LTE: FDD B3 1800 MHz & TDD B40 2300                                       |
| شريحة الاتصالات                             | شريحيتن Dual SIM                                                          |
| الأبعاد                                     |                                                                           |
| الوزن                                       | 147 جرام                                                                  |
| ابعاد الموبايل                              | 146 × 74 × 8 ملم                                                          |
| الشاشة                                      |                                                                           |
| النوع                                       | IPS كابستيف تدعم اللمس 16 مليون لون                                       |
| الحجم                                       | 5 بوصة , 1080 × 1920 بكسل                                                 |
| كثافة                                       | 443 نقطة في البوصة                                                        |
| اللمس المتعدد                               | يدعم                                                                      |
| الحماية                                     | زجاج كورنينج الغوريلا 4 و Oleophobic Coating                              |
| الصوت                                       |                                                                           |
| أنواع التنبية                               | الاهتزاز، MP3، نغمات WAV                                                  |
|                                             |                                                                           |
| مكبر الصوت                                  | يدعم                                                                      |
| جاك 3.5 مم                                  | يدعم                                                                      |
| اضافات                                      | Dolby Audio                                                               |
| الكاميرا                                    |                                                                           |
| الكاميرا الأساسية (الخلفية)                 | 13 ميجا بكسل AF مع فلاش LED و بفتحة عدسة f/2.0 و Sony Exmor IMX214 Sensor |
| مميزات                                      | -                                                                         |
| الفديو                                      | -                                                                         |
| الكاميرا الثانوية (الأمامية)                | 5 ميجا بكسل مع فلاش LED                                                   |
| نظام وإمكانيات الهاتف                       |                                                                           |
| نظام التشغيل                                | اندرويد , الاصدار 5.0.2 Lollipop المصاصه                                  |
| نوع المعالج                                 | Qualcomm MSM8939 Snapdragon 615                                           |
| سرعة المعالج                                | ثماني النواه 1.5 جيجا هرتز                                                |
| معالج رسومي                                 | إيه تي أي إماجن                                                           |
| أجهزة الاستشعار                             | التسارع، والقرب، المغناطيسي، الدوران، ALS (الإضاءة المحيطة )              |
| الذاكرة                                     |                                                                           |
| الذاكرة الداخلية                            | 32 جيجا بايت و 3 جيجا رام 16 جيجا بايت و 2 جيجا رام                       |
| فتحة البطاقة (Card slot)                    | مايكرو - تصل إلى 64 جيجا بايت (تسخدم ايضا كمنفذ للشريحة الثانية)          |
| البيانات                                    |                                                                           |
| جى بى آر إس GPRS                            | يدعم                                                                      |
| سرعة انترنت الجيل الثانى (إي دي جي إي EDGE) | يدعم                                                                      |
| السرعة                                      | يدعم                                                                      |
| الشبكات المحلية اللاسلكية (WLAN)            | واي-فاي 802.11 a/b/g/n, Dual-Band, Wi-Fi دايركت ثري دي (واي فاى)          |
| البلوتوث                                    | يدعم , الاصدار الرابع مع A2DP                                             |
| يو اس بي                                    | يدعم , microUSB الاصدار الثاني                                            |
| رسائل                                       | الرسائل القصيرة ، رسائل الوسائط المتعددة، البريد الإلكتروني، ودفع البريد  |
| مواصفات آخرى                                |                                                                           |
| GPS                                         | يدعم , مع دعم A-GPS, GLONASS                                              |
| البطارية                                    |                                                                           |
| النوع                                       | غير قابله للإزاله ،لي بو 3000 ميلي امبير                                  |
| فى حالة عدم الاستخدام (وضع الإستعداد)       | -                                                                         |
| فى حالة استخدامة في المكالمات (وضع التحدث)  |                                                                           |

## منتجات
تم إطلاق هذا الهاتف في 27 أغسطس 2015 ، وهو مزود بشاشة عرض تعمل باللمس قياس 5 بوصة بدقة 1080 بيكسل بحلول عام 1920 بكسل عند PPI يبلغ 443 بكسل في البوصة (PPI). [10] يأتي الهاتف مع شوكة مطورة ذاتيًا لنظام التشغيل Android تسمى "Obi Lifespeed".11 كما يتميز الجهاز بتقنية الصوت Dolby Audio متعددة القنوات وإلغاء الضوضاء ويستخدم معالج Qualcomm Snapdragon 615 ووحدة معالجة الرسوميات Adreno 405 وبطارية 3000 mAh. يمكن الوصول إلى شبكات 4G. يأتي هذا الجهاز في مجموعات 32 جيجابايت + 3 جيجابايت / 16 جيجابايت + 2 جيجابايت (التخزين وذاكرة الوصول العشوائي على التوالي) ، واختيار من الأسود أو الأبيض. سعر التجزئة الأولي للجهاز هو 199 دولارًا ويأتي بدون قفل.

### SJ1.5
تم إطلاق هذا الجهاز في الوقت نفسه مع SF1 ، ولديه أيضًا شاشة تعمل باللمس مقاس 5 بوصات ، إلا أن دقة أقل وغياب الجيل الرابع وعدم توفر بعض الكماليات يضفي على هذا الهاتف سعرًا أرخص بسعر 129 دولارًا. [12] يأتي الجهاز باللون الأحمر.

#### MV1
يحتوي جهاز MV1 على شاشة غوريلا جلاس 3 بحجم 5 بوصات بدقة تبلغ 1280 × 720 (دقة عالية) ، ويعمل على معالج Qualcomm Snapdragon 212 ، وذاكرة RAM سعة 2 جيجابايت ، و 16 جيجا بايت من التخزين. يحتوي على درج SIM مزدوج.

## شركات
في عام 2016 ، اشتركت شركة Obi Worldphone مع سكل كاندي في فيتنام لإعطاء الجوائز مع كل زوج من سماعات الأذن التي يبيعونها ، كجزء من "يوم تجربة هاتف Obi Worldphone (NGÀY HỘI TRẢI NGHIỆM Obi Worldphone). [13]

## جوائز
في عام 2015 ، تم التصويت على SF1 من Obi Worldphone كأفضل هاتف ذكي في فيتنام في VNExpress "" TechAwards 2015 "(Sản phẩm Công nghệ xuất sắc 2015).

## وصلات خارجية
- https://www.youtube.com/watch?v=d3bxHlewKgM
- http://www.obiworldphone.com/uk